# Cyrtandromoea pterocaulis
Cyrtandromoea pterocaulis là một loài thực vật có hoa trong họ Tai voi. Loài này được D.D.Tao, X.D.Li & X.Yang mô tả khoa học đầu tiên năm 1995.